# Centro Pankhurst
Il Centro Pankhurst, 60–62 Nelson Street, Manchester, è una coppia di ville vittoriane, di cui il n. 62 era la casa di Emmeline Pankhurst e delle sue figlie Sylvia, Christabel e Adela e il luogo di nascita del movimento delle suffragette nel 1903.

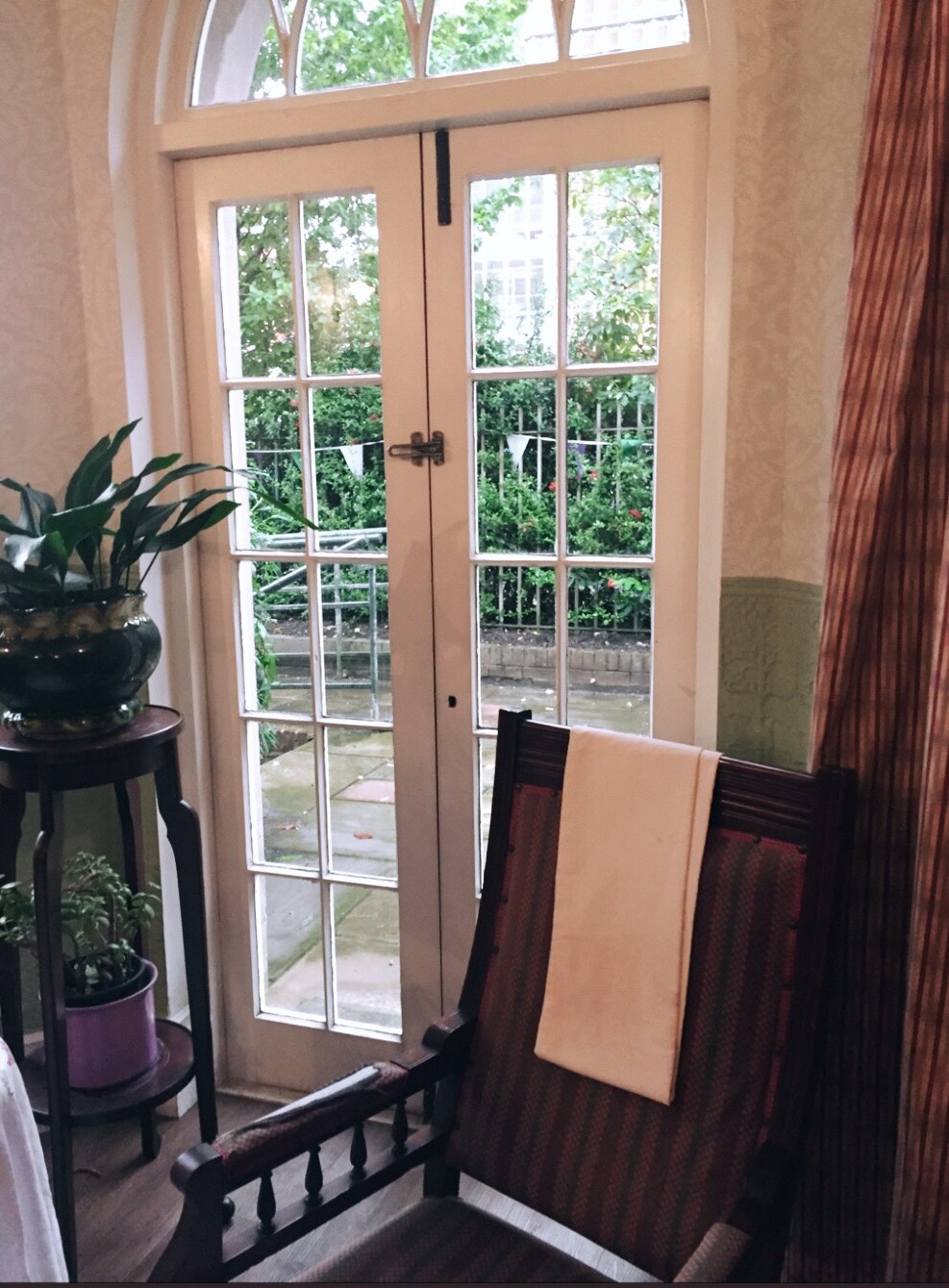
Centro Pankhurst